# Gnophos naryna
Gnophos naryna là một loài bướm đêm trong họ Geometridae.